# Sorry (песня Бейонсе)
«Sorry» — песня, записанная американской певицей Бейонсе, и выпущенная из её 6-го альбома Lemonade 3 мая 2016 года лейблами Parkwood и Columbia в качестве второго сингла. Песня была написана и спродюсирована Винтером Гордоном, Sean «Melo-X» Rhoden и Бейонсе, вместе с сопродюсером Hit-Boy и дополнительным продюсером Стюартом Уайтом.
Из-за многочисленных обвинений, прозвучавших в песне, СМИ связали её с певицей и ее мужем, Jay-Z. После выхода Lemonade песня «Sorry» была признана «самой неапологетичной» в альбоме; критики отметили «самоутверждающую позицию» певицы и похвалили её «запоминающиеся строки». Песня «Sorry» дебютировала и заняла одиннадцатое место в Billboard Hot 100. За продажу более трех миллионов копий в стране альбом был признан трижды платиновым Американской ассоциацией звукозаписывающей индустрии Америки.

## Отзывы
Сингл «Sorry» был высоко оценен музыкальными критиками. Корин Хеллер из E! Online назвала «Sorry» «самой противоречивой песней» Lemonade из-за предполагаемой неверности и любовницы «Бекки с хорошими волосами», о которой говорится в тексте. Эми Циммерман, написавшая для The Daily Beast, считает «Sorry» самым знаковым синглом и называет ее песней, которая «представила миру самую печально известную предполагаемую любовницу Джея Зи, „Бекки с хорошими волосами“». Она также считает, что «невероятно эпатажная строчка» была похожа на «культовое упоминание Дрейком „Кортни из Hooters on Peachtree“». Журналист Spin Грег Тейт приписал строчке с упоминанием Бекки «разрыв интернета» и похвалил тот факт, что она была достаточно мощной для продвижения нового материала певца с «несколькими долями вирусной поэзии и саморазрушительного сплетничества». Сравнивая «Sorry» со «стильным бэнгером» Бейонсе «7/11», Джиллиан Мэпс в рецензии для Pitchfork отметила, как «она превращает его побочных цыпочек в мемы, которые неизбежно станут толстовками „лучше звоните Бекки с хорошими волосами“, которые Бейонсе сможет продавать по 60 долларов за штуку». Ди Локетт из Vulture назвал песню «верным клубным хитом» из альбома с «мгновенно цитируемой строчкой». Рэй Рахман из Entertainment Weekly назвал ее «гимном со средним пальцем вверх», который «наверняка будут петь отвергнутые любовники до тех пор, пока будут существовать Бекки с хорошими волосами». Автор PopMatters Эван Соуди отметил, что «гимн со средним пальцем „Sorry“… исходит из нового места, которое является отчётливым, ощутимым и, да, легко узнаваемым».

### Итоговые списки
Журнал Billboard поместил «Formation» на позицию № 2 в своём списке «100 Best Pop Songs of 2016».
Включена в итоговый список Лучшие синглы США 2016 года по версии Billboard (позиция № 71).

## Коммерческий успех
Песня заняла позицию № 11 на Billboard Hot 100. «Sorry» также достиг позиции № 7 в чарте Hot R&B/Hip-Hop songs, став для Бейонсе там её 25-м хитом, а позднее поднялся на позицию № 4.
В Австралии в Urban Singles chart сингл достиг восьмого места. Также был на позиции № 62 во Франции и № 82 в Ирландии и Швеции.
К сентябрю 2016 года «Sorry» был загружен тиражом 808,787 копий в США.

## Музыкальное видео
23 апреля 2016 было выпущено видео на сингл (первоначально как часть часового фильма всего альбома). Официальный релиз отдельного клипа певицы прошёл 22 июня 2016 года на её аккаунте канала Vevo. Режиссёром выступил Kahlil Joseph.
В клипе появляется в качестве камео теннисистка Серена Уильямс.

## Чарты
| Чарт (2016)                             | Высшая позиция |
| --------------------------------------- | -------------- |
| Австралия (ARIA)                        | 74             |
| Австралия Urban Singles (ARIA)          | 8              |
| Канада (Billboard Canadian Hot 100)     | 40             |
| Европа (Euro Digital Songs, (Billboard) | 20             |
| Франция (SNEP)                          | 62             |
| Исландия (RÚV)                          | 7              |
| Ирландия (IRMA)                         | 36             |
| Нидерланды Digital Songs (Billboard)    | 7              |
| Шотландия (OCC Scotland)                | 30             |
| Швеция (Sverigetopplistan)              | 82             |
| Великобритания (OCC UK Hip Hop/R&B)     | 7              |
| Великобритания (OCC UK Singles)         | 33             |
| США (Billboard Hot 100)                 | 11             |
| США (Billboard Hot R&B/Hip-Hop Songs)   | 4              |
| США (Billboard R&B/Hip-Hop Airplay)     | 3              |
| США (Billboard Pop Airplay)             | 33             |
| США (Billboard Rhythmic)                | 7              |

## Сертификации
| Регион                                                                      | Сертификация  | Продажи   |
| --------------------------------------------------------------------------- | ------------- | --------- |
| Австралия (ARIA)                                                            | Платиновый    | 70 000    |
| Бразилия (ABPD)                                                             | 3× Платиновый | 180 000   |
| Канада (Music Canada)                                                       | Платиновый    | 80 000    |
| Новая Зеландия (RMNZ)                                                       | Золотой       | 15 000    |
| Польша (ZPAV)                                                               | Золотой       | 25 000    |
| Великобритания (BPI)                                                        | Золотой       | 400 000   |
| США (RIAA)                                                                  | 4× Платиновый | 4 000 000 |
| Данные о продажах + прослушиваниях приведены только на основе сертификации. |               |           |

## История релизов
| Страна | Дата        | Формат            | Лейбл             | Ссылки |
| ------ | ----------- | ----------------- | ----------------- | ------ |
| США    | 3 мая 2016  | Top 40 Rhythmic   | Parkwood Columbia | [ 43 ] |
| Италия | 6 мая 2016  | Top 40 Mainstream | Parkwood Columbia | [ 44 ] |
| США    | 10 мая 2016 | Top 40 Mainstream | Parkwood Columbia | [ 45 ] |